# 4 Grupa Armii
4 Grupa Armii – francuska grupa armii  walcząca w kampanii roku 1940. 

## Formowanie i walki
4 Grupa Armii utworzona została na początku czerwca 1940.  W toku działań zaczepnych prowadzonych przez niemiecką Grupę Armii A, broniła się w centrum, po obu stronach Ardenów. 16 czerwca została rozbita przez Grupę Pancerną „Guderian”.

## Struktura organizacyjna
Stan początkowy:
- 2 Armia
- 4 Armia